# Auchan
Auchan Retail International S.A. (pronuncia italiana /oʃˈʃan/; francese [oˈʃɑ̃]) è una catena francese di supermercati e ipermercati, fondata nel 1961 da Gérard Mulliez e considerata una delle principali aziende operanti nel settore della grande distribuzione a livello internazionale.
Il nome è legato alla zona in cui venne aperto il primo ipermercato Auchan, il distretto «Hauts Champs» (in italiano "Campi Alti") che ha la stessa pronuncia.
La società opera, al di fuori dei suoi confini nazionali, da diverso tempo in molti paesi europei ed extraeuropei tra cui Spagna, Portogallo, Lussemburgo, Polonia, Romania, Ungheria, Ucraina, Russia, Tagikistan, Costa d'Avorio e Senegal.
La catena è parte del gruppo aziendale dell'Associazione Famiglia Mulliez, che possiede tra l'altro anche il controllo dell'azienda Kiabi e di Leroy Merlin.
La capogruppo Auchan Holding, comprende "Auchan Retail International", "Ceetrus", che gestisce i centri commerciali e "Oney", che offre servizi finanziari.

## Storia
Il primo negozio della catena venne aperto da Gérard Mulliez nel 1961 a Roubaix, in una fabbrica dismessa dell'azienda Phildar fondata da suo padre, mentre il primo ipermercato venne inaugurato nel 1967 a Roncq.
Dagli anni ottanta Auchan ha iniziato ad espandersi anche all'estero arrivando a presidiare una quindicina di paesi.
Il primo negozio fuori dai confini nazionali venne aperto in Spagna nel 1981. La catena ha avuto negozi in tutti i continenti, presidiando paesi come Messico, Argentina, Stati Uniti, Cina e Taiwan. 
In Cina ha aperto il suo primo negozio nel 1999 a Shanghai, ed è rimasta nel paese fino a quando ha ceduto la sua divisione Sun Art ad Alibaba nel 2020. A Taiwan ha invece svolto le proprie attività dal 1997, acquisendo le partecipazioni in RT-Mart, fino al 2021, anno in cui sono state vendute a Px-Mart.
Nel 2017 cambia i vertici aziendali e inizia un piano di razionalizzazione delle insegne, rinominando i supermercati "Simply Market" in "Auchan Supermercato" e i magazzini di prossimità in "MyAuchan".
Nel 2024 ha messo in vendita la sua filiale in Russia.

## Auchan in Italia

### Nascita
Nel 1989 il gruppo Auchan apre il suo primo ipermercato in Italia a Torino. Nel 1997 stipula un'alleanza tecnica e finanziaria con il Gruppo Rinascente e procede alla trasformazione dal 2000 in poi di tutti gli ipermercati ad insegna Città Mercato e Joyland nel marchio Auchan. Nel 2004 il Gruppo Auchan acquisisce infine la piena titolarità delle attività alimentari del Gruppo Rinascente. I primi reparti "self discount" all'interno degli ipermercati vengono inaugurati nel 2005 e l'anno seguente vengono introdotte le prime parafarmacie. Nel 2007 inaugura a Torino il servizio DriveAuchan, per poter ritirare la spesa ordinata online. Nel 2013 il gruppo rispolverò il marchio CittàMercato per impiegarlo nell'ipermercato di Catania - La Rena.
Nel corso degli anni il gruppo è arrivato ad aprire circa 50 ipermercati e 2000 supermercati in tutta la penisola.

### Risultati negativi e vendita dei negozi

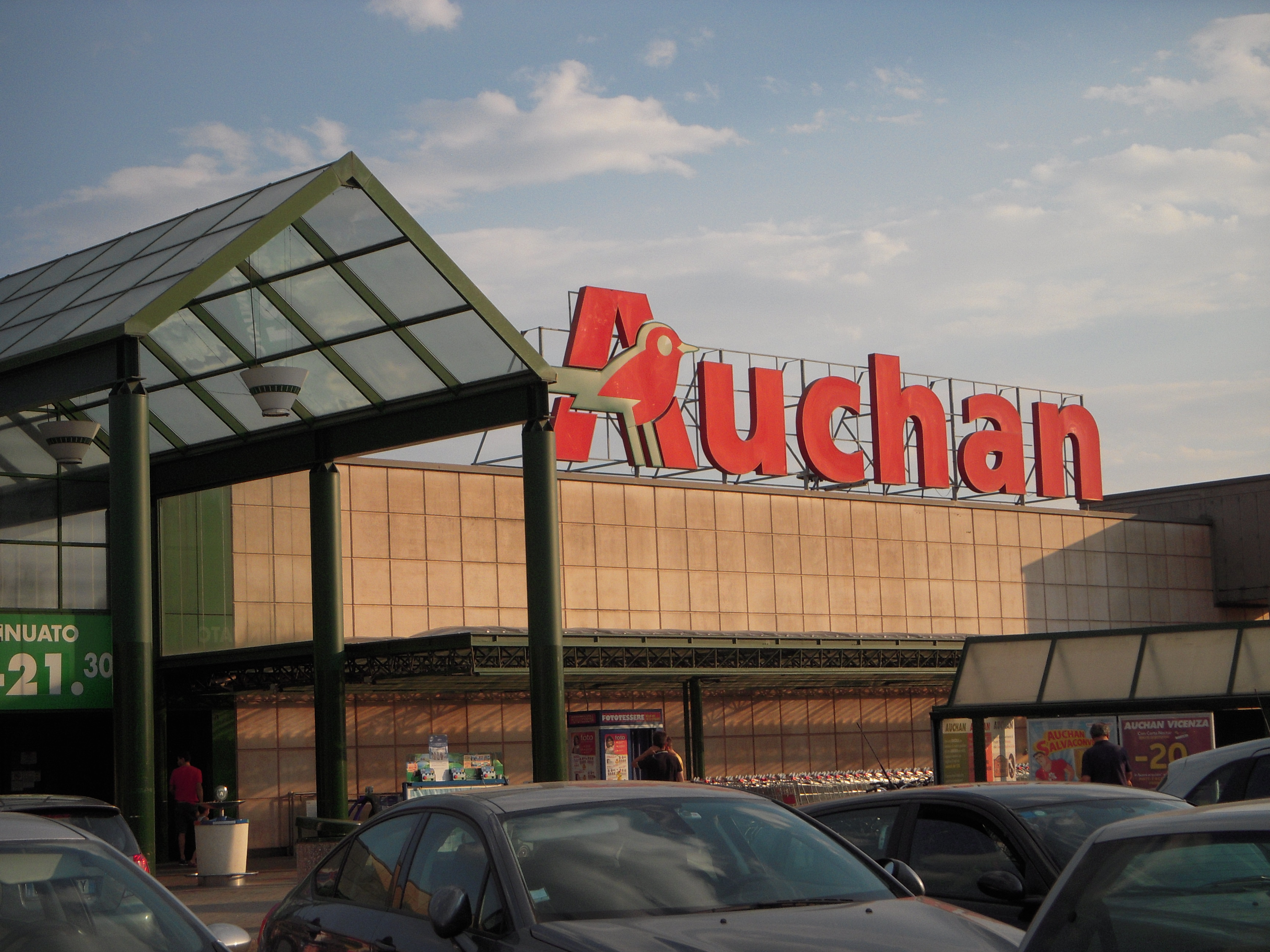
L'ex Auchan a Vicenza

Anche a seguito di risultati economici sotto le aspettative, a partire dal 2013, si decise di chiudere alcuni punti vendita, tra questi quelli di Volla, Triggiano e Cesano Boscone, mentre il punto vendita di Catania La Rena venne rinominato, risploverando il marchio CittàMercato, sempre sotto il controllo di Auchan, con riduzione netta degli spazi di vendita, ridimensionando anche l'assortimento per focalizzarlo principalmente sull'alimentare.
Nel 2016 l'ipermercato di Cesano Boscone riapre con un nuovo formato, prima non presente in Italia, come Auchan City.
Ad aprile 2018, a seguito dei deludenti risultati economici, si decise di chiudere i punti vendita di Napoli, ceduto al gruppo Sole 365, e Catania La Rena, precedentemente rebrandizzato come Città Mercato., ceduto all'Iperstore Decò del Gruppo Arena.
Nel mese di maggio 2019, Auchan Retail decide di abbandonare il territorio italiano cessando dunque le attività della controllata "Auchan Retail Italia" dopo aver registrato un netto calo del fatturato negli ultimi 5 anni. Vengono rilevati dal gruppo Conad, attraverso la società Margherita Distribuzione S.p.A. la quasi totalità dei punti vendita a marchio Auchan e Simply Market, ad eccezione dei 50 drugstore Lillapois e dei 33 supermercati gestiti da Auchan in Sicilia, che a luglio 2019 sono stati ceduti ai gruppi Arena e Radenza. Inoltre, le tre aziende detentrici di un accordo di franchising con Auchan Retail Italia sono passate da gennaio 2020 ad altre insegne (Apulia Distribuzione ed Etruria Retail a Carrefour e il Gruppo 3A a DeSpar), mentre le chiusure definitive di diversi punti vendita hanno causato il licenziamento di centinaia di dipendenti.
Nel corso del 2019-2020, attraverso Margherita Distribuzione S.p.A., Conad vende alcuni punti vendita acquisiti a società terze, quali Bennet, Esselunga, Gdm e Despar mantenendo la quasi totalità dei rimanenti e rinominando i punti vendita, a seconda delle dimensioni, in Spazio Conad o Conad Superstore. Nel mese di dicembre 2020, Conad dichiara definitivamente concluse le compravendite e il cambio insegna dei punti vendita interessati con insegne proprie o di terzi.
Allo stesso tempo, il 31 dicembre 2020 vengono chiusi gli Auchan presenti in Campania, non assorbiti da Conad, gli spazi di vendita vennero successivamente rilevati da altre aziende, anche alimentari, con dimensioni di vendita inferiori.

Il banner che appariva sul sito di auchan.it a partire da marzo 2021 dopo la chiusura di tutti i punti vendita della catena in Italia

Invece, alcuni ipermercati Auchan, come i punti vendita di Fiumicino e Carini, rimangono aperti fino alla fine di marzo 2021, e successivamente chiusi per diversi mesi in attesa di trovare un acquirente per le superfici di vendita.

### Dimensioni degli ipermercati
Gli ex ipermercati Auchan occupavano superfici tra i 9 000 ed i 20000 m² . Tali dimensioni permettevano di assortire, oltre ad un vastissima gamma di prodotti alimentari, anche svariate categorie merceologiche non alimentari: piccoli, medi e grandi elettrodomestici, TV, telefonia, giardinaggio, fai da te, abbigliamento, accessori auto, cancelleria, tessile, libri e dischi, puericultura.
Le notevoli dimensioni dei punti vendita, ed i conseguenti elevati costi di gestione, hanno reso più complicata la riapertura degli ipermercati sotto altre insegne. Infatti, le aziende della GDO che hanno acquisito gli ex Auchan italiani, tra cui Conad, Bennet, Despar    hanno ridimensionato, spesso notevolmente, le dimensioni degli ipermercati rilevati e in altri casi hanno ceduto le parti non occupate ad altri gestori.

## Gallerie Commerciali Auchan
Gallerie Commerciali Italia S.p.A., filiale italiana di Immochan, ha gestito i centri commerciali con all'interno gli ipermercati Auchan fino al 2017. Questi centri commerciali assumevano una denominazione standard, cambiando solo il nome della città in base alla collocazione: "Centro Commerciale Auchan - Nome città".
Nel 2017 Gallerie Commerciali Italia S.p.A., ha cambiato la propria denominazione, allineandosi al marchio internazionale Ceetrus e diventando così Ceetrus Italy. 
Da maggio 2019, a causa della decisione di Auchan Retail di cessare le sue attività in Italia, Ceetrus ha dovuto modificare il nome dei propri centri commerciali eliminando la dicitura "Auchan" e attribuendo nomi alternativi o di fantasia. Questi centri commerciali, nonostante non vi sia più presente l'insegna Auchan all'interno, sono rimasti di proprietà di Ceetrus che ha proseguito, a differenza di Auchan retail, la propria attività in Italia. 
Nel 2021 dalla fusione di Ceetrus e Nodi è nata Nhood.

## Identità aziendale

### Marchi

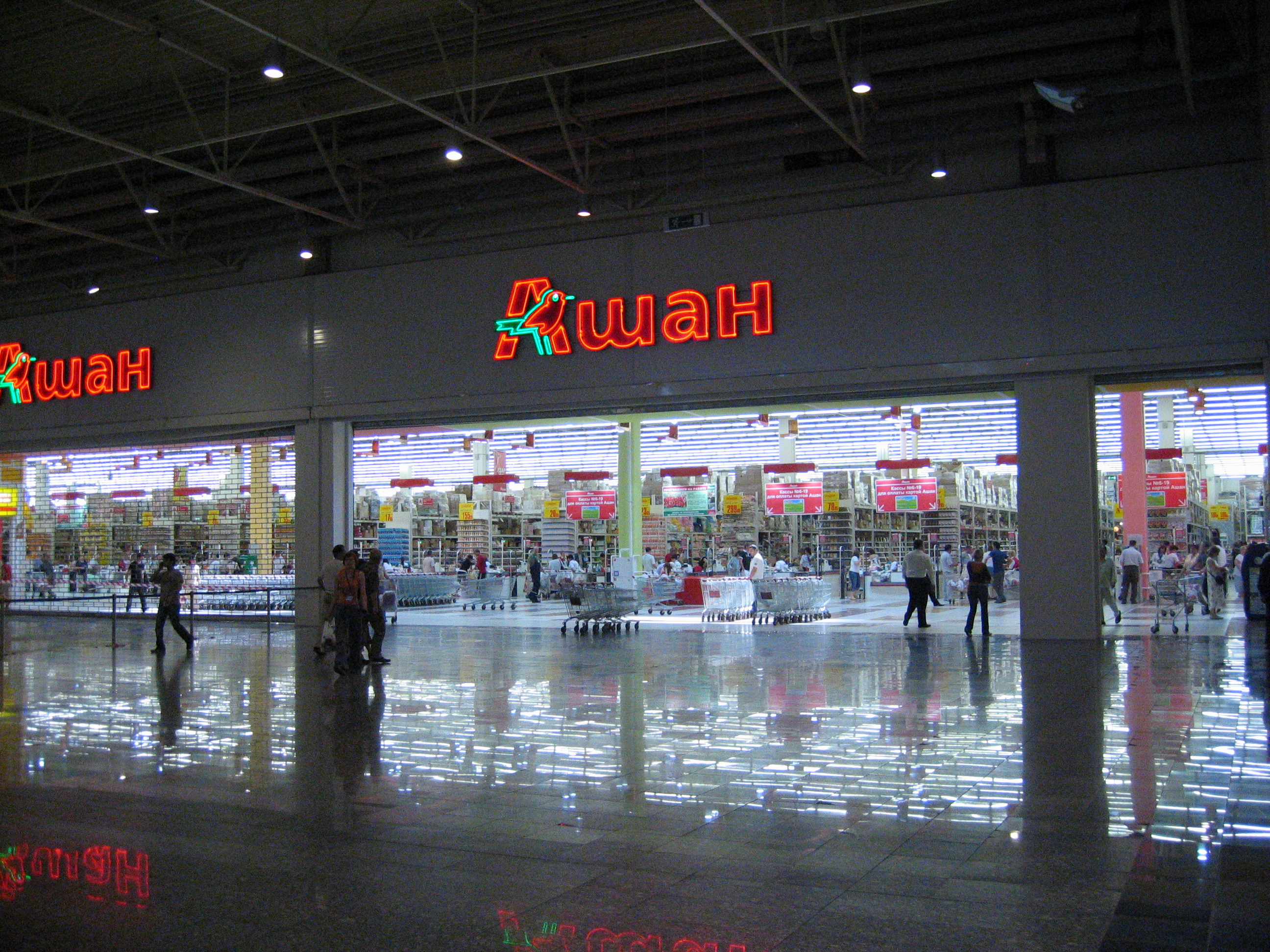
Ашан (Auchan) a Mosca

- Francia: ATAC, Auchan, Auchan Direct, Banque Accord, Norauto, Auchan Supermarché (ex Simply Market), Voyage Auchan, Auchan Photo, Auchan Télécom, Leroy Merlin
- Lussemburgo: Auchan
- Polonia: Accord Finance, Auchan, Elea, Immochan, Simply Market
- Portogallo: Auchan, Crediplus, Jumbo[40], Pão de Açúcar, Rik e Rok
- Romania: Auchan
- Russia: Ашан
- Senegal: Auchan
- Spagna: Accordfin, Alcampo, Immochan Espagne, Norauto, Sabeco, Alcampo Supermercado (ex Simply Market)
- Tagikistan: Ашан
- Ucraina: Ашан
- Ungheria: Accord Magyarország, Auchan
- Internet: Auchandirect, voyagesauchan.com

### Loghi

Logo utilizzato dal 1961 fino al 1983
Logo utilizzato dal 1983 fino al 2015
Logo in uso dal 2015

### Slogan

#### Francia
- 1988-1993 : « La vie Auchan, vous avez le choix. »
- 1993-1997 : « La vie Auchan, tout pour la vie. »
- 1997-1999 : « La vie Auchan, elle a quelque chose de plus. »
- 1999-2000 : « Changeons la vie pour l'an 2000 »
- 2000-2006 : « La vie, la vraie. »
- 2006-2009 : « La vie Auchan, elle change la vie. »
- 2009-2015 : « Vivons mieux. Vivons moins cher. »
- 2015-2018: « Et vous la vie vous l'aimez comment ? » ou « La vie que j'aime »
- 2018-2020 : « Et la vie change »[41]
- 2020-2021 : « Ce sont toujours les gens qui font la différence »
- 2021-2025 : « Avec plaisir. »[42]
- Dal 2025 : « Le choix, le bon »[43]

#### Italia
- 2003-2009: «La forza della convenienza»
- 2009-2012: «Tutta la passione che meriti»
- 2012-2017: «Vivere bene ti conviene»
- 2017-2021: «e la vita cambia»

## A-Mobile

Logo di A-Mobile

A-Mobile, abbreviazione di Auchan Mobile, è stato un operatore virtuale di rete mobile di tipo reseller italiano, nato da un accordo avvenuto a novembre del 2007 tra il gruppo Auchan e Wind. L'operatore restò attivo dal 2008 al 2016, quando, dopo una serie di disservizi e lamentele da parte dei clienti sull'impossibilità di trovare schede SIM, Auchan annunciò la sospensione definitiva del servizio, e le SIM di A-Mobile rimaste attive, essendo emesse da Wind, furono gestite come utenze native dell'operatore principale.